# Scott Barr
Scott Barr (Swan Hill, Victoria, 19 mei 1972) is een Australische golfprofessional. Hij speelt sinds 2003 op de Aziatische PGA Tour.
Als amateur speelde Barr handicap +4. Hij werd in 1994 professional en speelt sindsdien vooral in Azië. Hij heeft in 2005-2007 geprobeerd een Tourkaart voor Europa te bemachtigen, maar dat mislukte. Hij speelt de toernooien van de Europese Challenge Tour voor zover die in Azië plaatsvinden.
Op de Aziatische PGA Tour heeft hij vier keer een tweede plaats behaald. In 2011 kwalificeerde hij zich voor het US Open.